# Acta diurna
De Acta (diurna) populi (Romani), ook Acta publica, urbana, urbis, diurna populi, of simpelweg Acta of Diurna genaamd, kunnen beschouwd worden als de officiële staatskrant in het Romeinse Rijk.

## Historiek
Het initiatief daartoe werd genomen door Julius Caesar tijdens zijn eerste consulaat in 59 v.Chr.. De Acta werden in de regel dagelijks gepubliceerd, en niet alleen te Rome, maar ook verspreid in de provincies, met de bedoeling aan het grote publiek de dagelijkse gebeurtenissen ("diurnalia") van openbaar belang te berichten. Vanaf Augustus werd de redactie toevertrouwd aan een bijzondere procurator die werd bijgestaan door de "pers"dienst Ab Actis Urbis.

## Publicatie en inhoud
Over de redactieprincipes, de inhoud en het aantal exemplaren is weinig met zekerheid bekend, maar doordat de Acta diurna sporadisch weleens geciteerd worden, is het mogelijk zich enig idee te vormen over de inhoud en de meest voorkomende rubrieken:
- Nieuws over diverse stads- en staatsaangelegenheden (onder andere maatregelen door de magistraten, transacties en decreten van de senaat), geplande en voltooide openbare werken, opdrachten en reizen van magistraten en andere hoge functionarissen.
- Blijde of droevige gebeurtenissen in de families van de hoogste magistraten en later ook in de keizerlijke familie (geboorte, overlijden, verjaardagen, bijzondere prestaties enz.).
- Dagelijkse nieuwsberichten over natuurrampen (zoals uitbarstingen van de Vesuvius en de Etna) en andere rampen, ongelukken of ongewone fenomenen.
- 'Kleine' berichten, aankondigingen en familienieuws van particulieren, dat was doorgegeven aan de redacteurs, onder andere over geboorte, huwelijk, echtscheiding, overlijden, en andere varia.

De Acta diurna werden op openbare plaatsen (onder andere het Forum en andere marktpleinen) uitgehangen op een wit bord ("album"), en eenieder mocht ze lezen en kopiëren. Bepaalde lieden schijnen van het kopiëren en verspreiden van deze nieuwtjes zelfs een handeltje gemaakt te hebben.

## Evolutie
Geleidelijk werden de originelen opgeslagen in de staatsarchieven opdat zij die dat wilden deze konden raadplegen.
De publicatie van de Acta diurna lijkt beëindigd te zijn in 330 na Chr., toen Rome ophield de keizerlijke residentiestad te zijn doordat Constantijn het hof naar Constantinopel verplaatste.
Het woord diurnalia leeft verder als het hedendaagse journaal.